# Eduardo de Medeiros
Eduardo Leal de Medeiros ( 23 de abril de 1923 - 20 de maio de 2002) foi um militar e pentatleta brasileiro.

## Carreira militar
Foi aluno da Escola de Comando e Estado-Maior do Exército e da Escola Militar do Realengo.

## Carreira esportiva
Eduardo Leal de Medeiros foi campeão brasileiro e sul-americano de natação (1 500 m), razão pela qual está na "Calçada da Fama" do Clube de Regatas do Flamengo. Jogou polo aquático e foi responsável pelo gol da vitória no jogo contra a Marinha, vitória que deu ao Exército a posse definitiva da Taça Lage.
Foi campeão brasileiro de pentatlo moderno  pelo Exército, tendo participado com seus colegas de farda Eric Tinoco Marques e Aloysio Alves Borges dos Jogos Pan-Americanos de 1951 em Buenos Aires, onde receberam a medalha de prata por equipe.
Participou do Campeonato Mundial de Pentatlo Moderno de 1951 em Helsingborg, na Suécia, onde logrou o 5º lugar individual e terceiro por equipe (tendo ganho a prova de tiro).
Participou dos Jogos Olímpicos de 1952 em Helsinque, ficando na 10° posição no individual (melhor posição masculina até hoje de um brasileiro nesta prova) e 6° por equipes.
Faleceu em 20 de maio de 2002, aos 79 anos. 